# Virtus Pallacanestro Bologna 1988-1989
Questa voce raccoglie le informazioni riguardanti la Virtus Pallacanestro Bologna nelle competizioni ufficiali della stagione 1988-1989.

## Roster
| Knorr Bologna 1988/1989 | Knorr Bologna 1988/1989 |
| Giocatori               | Staff tecnico           |
| ----------------------- | ----------------------- |

| N. | Naz.                   | Ruolo | Nome                   | Anno | Alt.   | Peso |  |
| -- | ---------------------- | ----- | ---------------------- | ---- | ------ | ---- |  |
| 4  | Italia (bandiera)      | P     | Roberto Brunamonti     | 1959 | 192 cm |      |  |
| 5  | Italia (bandiera)      | P     | Emilio Marcheselli     | 1968 | 192 cm |      |  |
| 8  | Italia (bandiera)      | G     | Mike Sylvester         | 1951 | 196 cm |      |  |
| 9  | Italia (bandiera)      | A     | Paolo Cappelli         | 1968 |        |      |  |
| 10 | Italia (bandiera)      | A     | Renato Villalta (c)    | 1955 | 204 cm |      |  |
| 11 | Italia (bandiera)      | C     | Augusto Binelli        | 1964 | 211 cm |      |  |
| 12 | Stati Uniti (bandiera) | C     | Clemon Johnson         | 1956 | 205 cm |      |  |
| 14 | Italia (bandiera)      | A     | Vittorio Gallinari     | 1958 | 204 cm |      |  |
| 15 | Italia (bandiera)      | A     | Marco Bonamico         | 1957 | 200 cm |      |  |
| 20 | Stati Uniti (bandiera) | G     | Micheal Ray Richardson | 1955 | 195 cm |      |  |
| 7  | Italia (bandiera)      | G     | Leonardo Conti         | 1969 |        |      |  |
| 6  | Italia (bandiera)      | PG    | Massimiliano Romboli   | 1971 | 192 cm |      |  |
| 16 | Italia (bandiera)      | C     | Giovanni Setti         | 1969 | 204 cm |      |  |
|    | Italia (bandiera)      | P     | Roberto Bruzzi         | 1971 | 180 cm |      |  |
|    | Italia (bandiera)      |       | Saverio Nero           | 1971 |        |      |  |
| 13 | Stati Uniti (bandiera) | C     | Marcel Starks          | 1952 | 204 cm |      |  |

| Allenatore                                   |
| Bob Hill                                     |
| Assistente/i                                 |
| Ettore Messina Legenda - (C) Capitano Roster |

| Giocatori "a gettone" | Giocatori "a gettone" | Giocatori "a gettone" |
| Giocatore             | Dal                   | Al                    |
| --------------------- | --------------------- | --------------------- |
| Marcel Starks         | 15 gennaio            | 26 febbraio           |